# Йеротей Цолякос
Йеротей (на гръцки: Ιερόθεος, Йеротеос) е гръцки духовник, зъхненски и невкоропски митрополит от 2003 година.

## Биография
Роден е в 1945 година в Мегара, Гърция, със светско име Димитриос Цолякос (Δημήτριος Τσολιάκος). Завършва теология в Атинския университет. Ръкоположен е за дякон през 1969 година и за презвитер през 1974 година. Той е служил като в храма „Света Параскева“ в Мегара и като архиерейски епитроп в Мегарската и Саламинска митрополия. От 1989 година до 2003 година е секретар на Светия синод на Църквата на Гърция. На 16 май 2003 година Светият синод го избира за зъхненски и неврокопски митрополит със 70 гласа срещу архимандритите Теофил Лемондзидис и Герман Галанис. На 17 май 2003 година е ръкоположен за зъхненски и неврокопски митрополит.